# ألكسي رينكوف
ألكسي رينكوف (بالروسية: Реунков, Алексей Михайлович) مواليد 28 يناير 1984، هو عداء روسي متخصص في الماراثون. شارك في دورة الألعاب الأولمبية.

## الميداليات
| الميدالية | المسابقة                       |
| --------- | ------------------------------ |
| برونزية   | بطولة أوروبا لألعاب القوى 2014 |

## روابط خارجية
- ألكسي رينكوف على موقع الاتحاد الدولي لألعاب القوى (الإنجليزية)
- ألكسي رينكوف على موقع أوليمبيديا (الإنجليزية)